# Celino Cardoso
Juscelino Cardoso de Sa ou simplesmente Celino, (Terra Rica, 2 de dezembro de 1955), é um político brasileiro, filiado ao PSDB.
Em 2010, foi eleito deputado estadual para a 17ª legislatura (2011-2015).
Celino possui um resort localizado em Mairiporã denominado Refúgio Cheiro de Mato